# Emine Erdoğan
Emine Erdoğan, nata Gülbaran (Scutari, 16 febbraio 1955), è l'attuale first lady della Turchia dal 2014, in quanto moglie del presidente Recep Tayyip Erdoğan.

## Biografia

### Origini
Emine Gülbaran nasce il 16 febbraio 1955 a Scutari (Istanbul), quinta e ultima figlia di Cemal e Hayriye Gülbaran. La sua famiglia, originaria della provincia di Siirt, ha origini etniche arabe.
Ha frequentato la Istanbul Mithatpaşa Vocational Evening School for Girls, una scuola femminile di arte, ma ha lasciato gli studi prima di conseguire la laurea per dedicarsi ad attività politico-sociali. Si è unita alla İdealist Kadınlar Birliği (Associazione delle donne idealiste) e ha preso parte agli eventi organizzati dalla National Turkish Student Union e dalla Ladies Foundation for Science and Culture. Incontrò il suo futuro marito Recep Tayyip Erdoğan a uno di questi eventi e i due si sposarono poco dopo. Emine ha preso il cognome del marito, diventando Emine Erdoğan, e la coppia ha avuto due figli e due figlie.
Dal 28 febbraio 2014, con l'elezione di suo marito a Presidente della Turchia, ricopre la carica di First lady del Paese. Come tale, ha assunto un ruolo pubblico, incluso l'accompagnare il marito nei viaggi ufficiali, nel rappresentare la Turchia all'estero e farsi promotrice di progetti sociali. Nel 2023, suo marito è stato rieletto presidente per un secondo mandato della durata di 5 anni.

### Attività sociali, politiche e di beneficenza

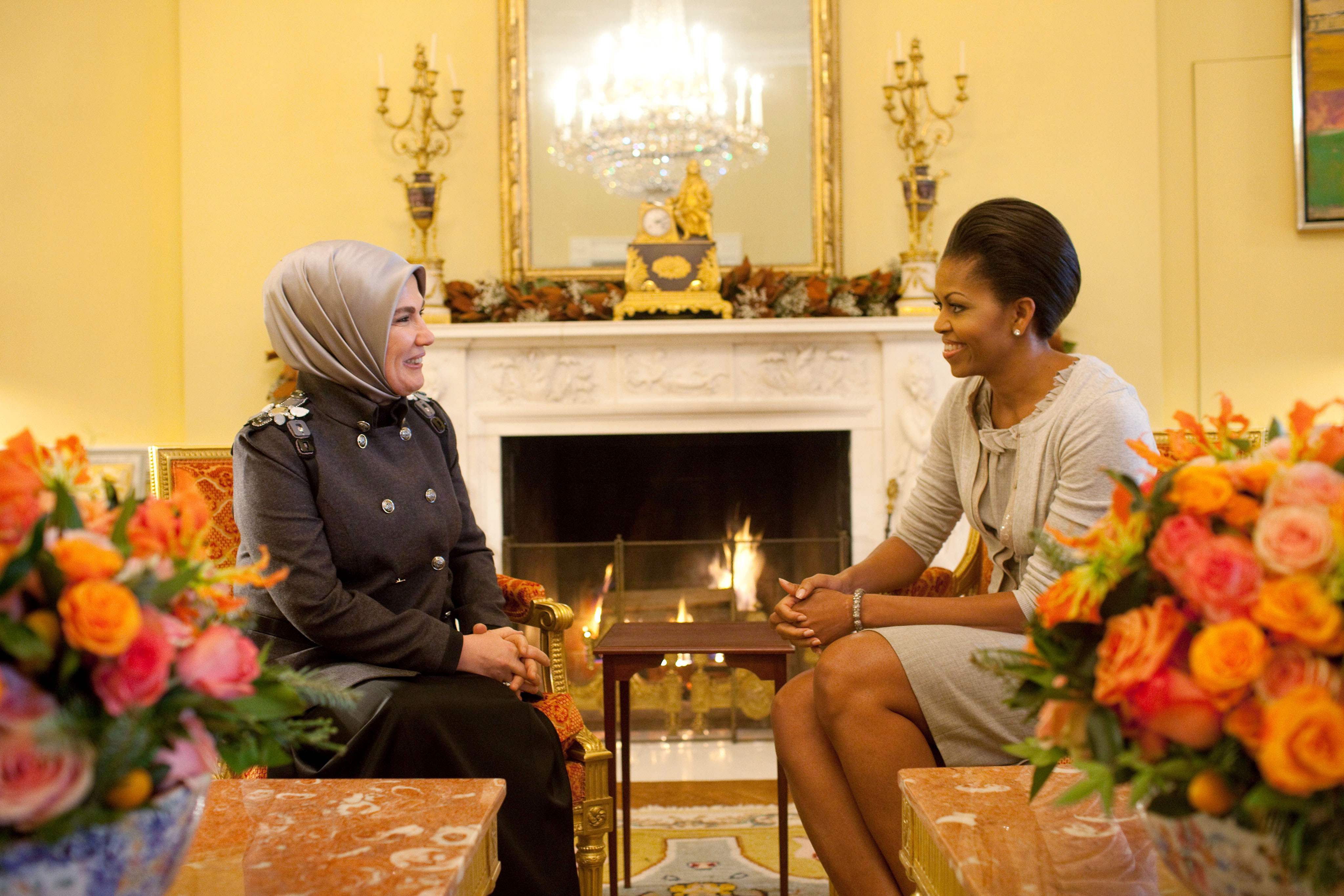
Emine Erdoğan e l'allora First lady statunitense Michelle Obama a Washington, 2009

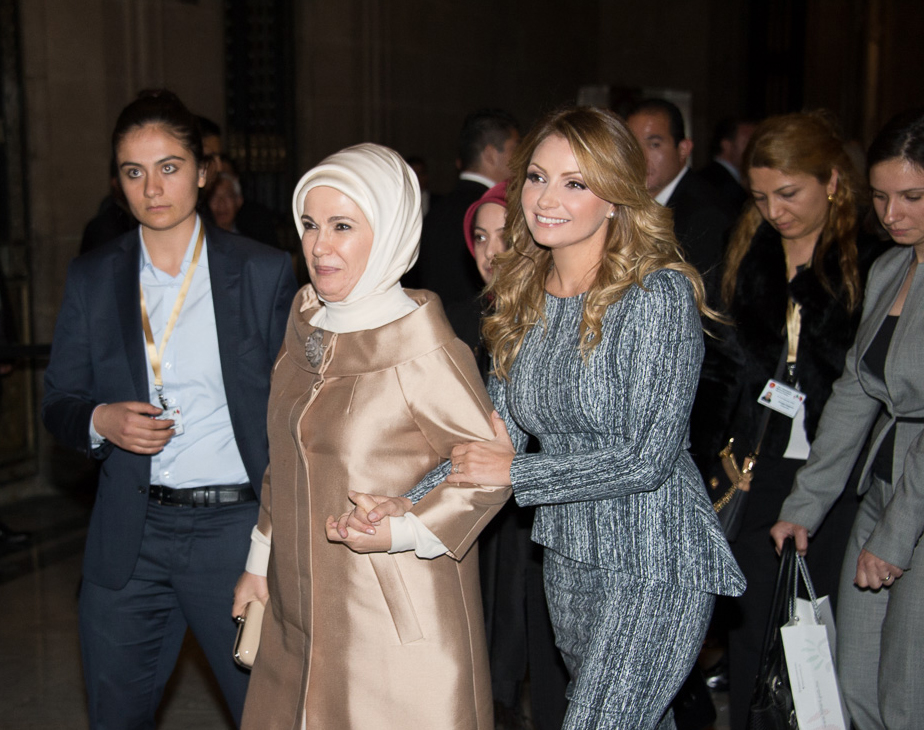
Emine Erdoğan e l'allora First lady messicana Angelica Rivera, 2015

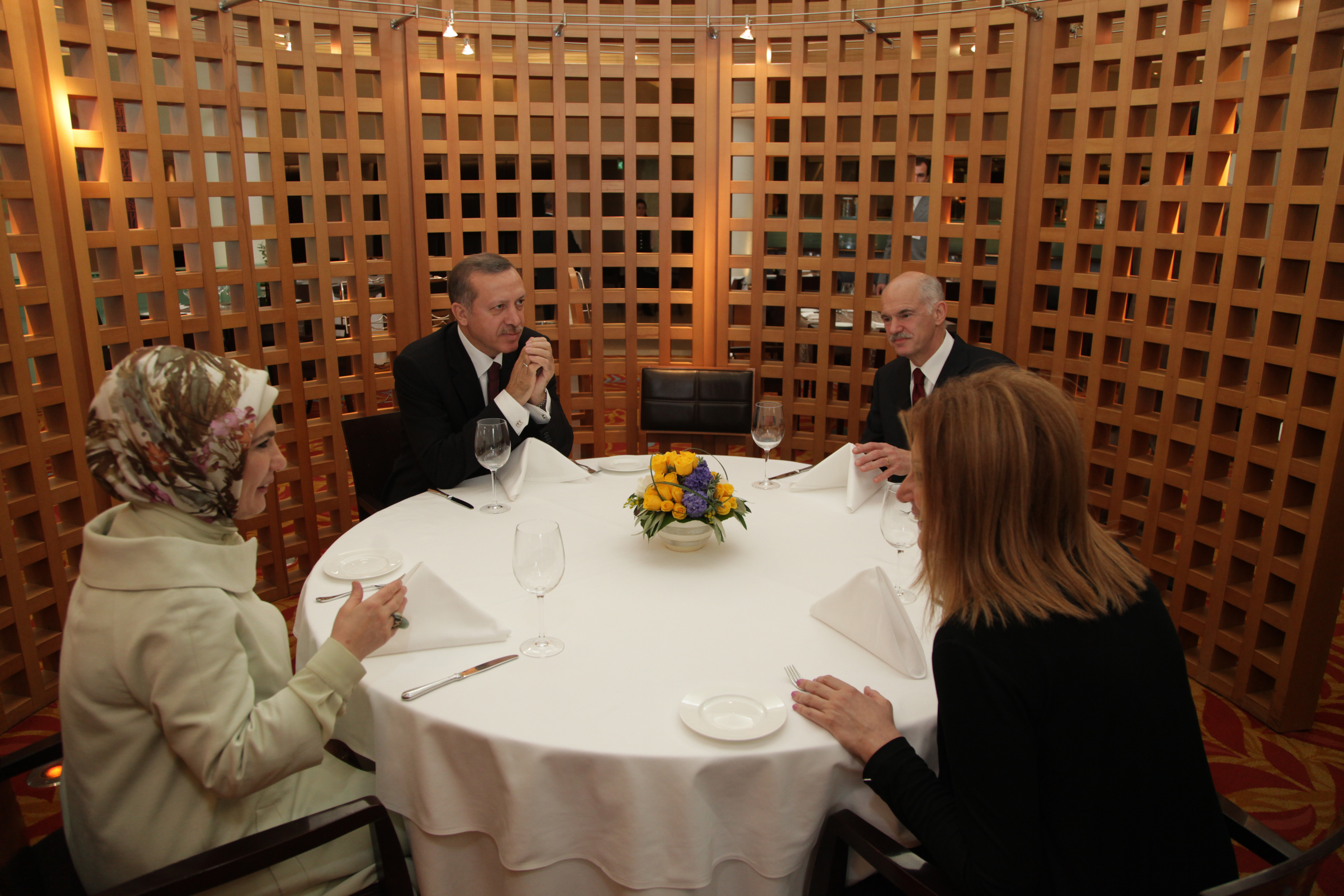
Emine e suo marito con il primo ministro greco, George Papandreou, e sua moglie; 2010

Emine Erdoğan ha fondato la sezione femminile del Partito del Benessere, aprendo la strada alla partecipazione femminile attiva nella politica turca e ha contribuito al successo del partito alle elezioni 1994.
Quando suo marito è stato eletto sindaco di Istanbul, ha patrocinato diversi progetti sociali di supporto alla sua politica, fra cui l'istituzione dei "tavoli iftar" come occasione di incontro fra persone di diversa estrazione socio-economica, ancora organizzati dai sindaci del partito Partito della Giustizia e dello Sviluppo di Erdoğan.
Ha promosso la fondazione del "Centro per lo sviluppo sociale" (TOGEM) nel 2005 e ha sostenuto progetti riguardanti l'istruzione di donne e bambini.
Insieme alle mogli dei governatori delle provincie turche ha promosso progetti per migliorare le condizioni di vita di donne, bambini e reduci, che hanno suscitato interesse alle Nazioni Unite e sono stati premiati con il "Compasso d'Oro".
Dopo l'attacco a Gaza del 2009 ha ospitato le mogli dei leader occidentali e insieme a loro ha rivolto un appello pubblico per fermare la guerra.
Nel 2012, malgrado il rischio per la sua sicurezza, si è recata personalmente in Myanmar per portare aiuti umanitari.
È anche attivista contro il matrimonio precoce e forzato.

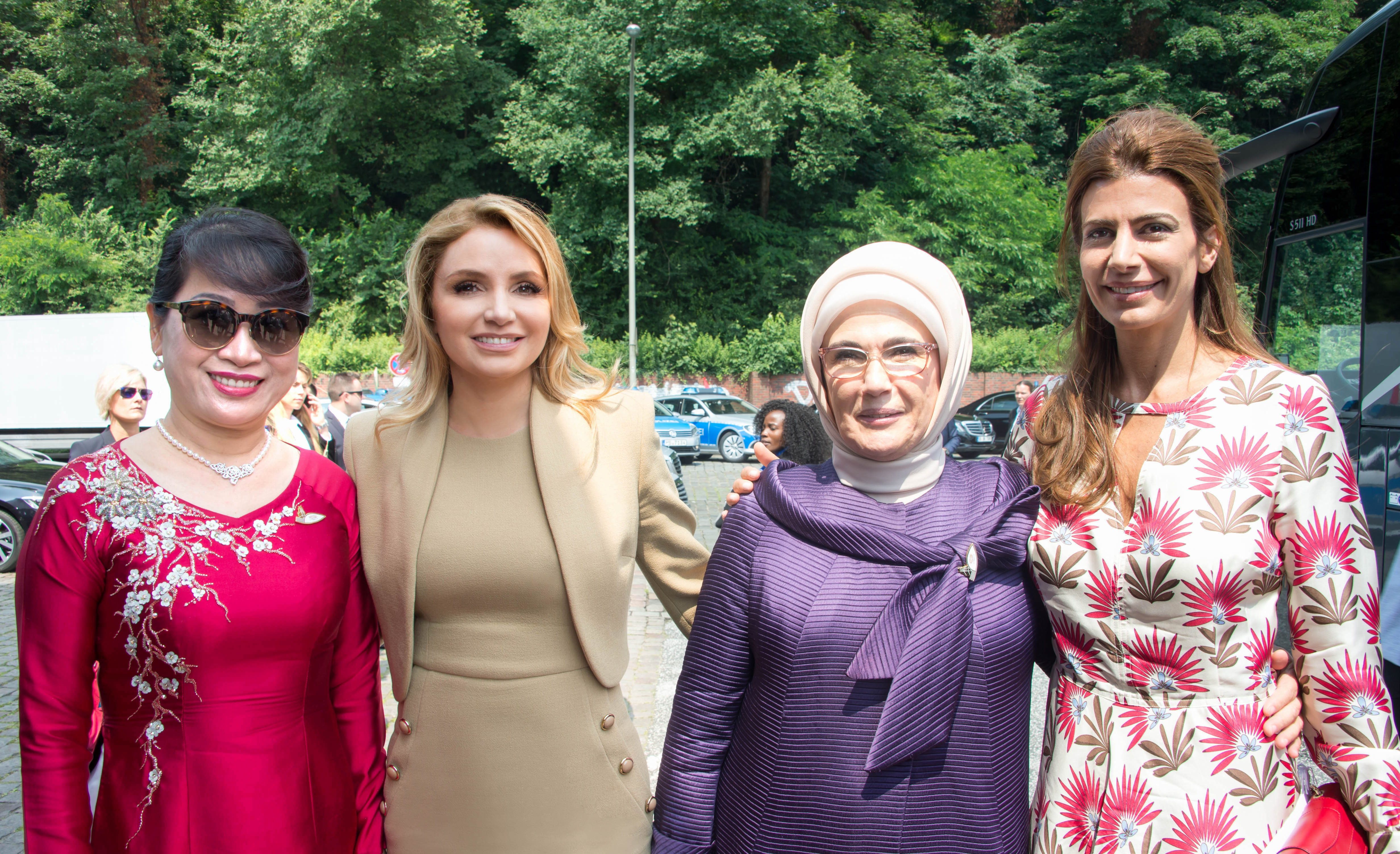
Emine Erdogan (seconda a destra) con (da sinistra verso destra) Nguyệt Thu, First lady del Vietnam, Angelica Rivéra, First lady del Messico, e Juliana Awada, First lady dell'Argentina; 2017

Dopo essere diventata First lady, Emine Erdoğan ha sviluppato e guidato un certo numero di progetti sociali, spesso in collaborazione con i diversi ministeri turchi, fra cui:
"The Voluntary Envoys in Social Development Project" ( turco: Gönül Elçileri), che mira ad aumentare le attività di volontariato, in particolare all'interno e a favore di famiglie e comunità femminili.
"Forza ragazze, andiamo a scuola" (turco: Haydi Kızlar Okula), un progetto interistituzionale che mira a portare la scolarizzazione femminile fra i 6 e i 14 anni al 100%.
"Madri e figlie a scuola" (turco: Ana-Kız Okuldayız) che mira a fornire possibilità di istruzione a donne in condizioni svantaggiate e al di là dell'età scolare.
"7 è troppo tardi" (turco: 7 Çok Geç),  che mira a sensibilizzare le famiglie sull'importanza dell'educazione pre scolare da 0 a 6 anni.
"Foreste prolifiche" (turco: Bereket Ormanları), che mira all'espansione delle aree verdi in Turchia e all'uso responsabile delle risorse forestali e idriche.
"Proteggo il mio futuro" (turco: Geleceğimi Koruyorum), che mira a sensibilizzare i bambini alla conservazione dell'ambiente mediante la conoscenza di semi, fiori e piante.
"Mercato dell'artigianato africano e Casa della cultura" (turco: Afrika El Sanatları Pazarı ve Kültür Evi), che mira al miglioramento delle relazioni Turchia-Africa e a fornire un miglioramento delle condizioni femminili mediante la commercializzazione di prodotti artigianali fatti dalle donne africane.
"Rifiuti Zero" (turco: Sıfır Atık), che mira alla riduzione degli sprechi e a migliorare le politiche di smaltimento e riciclaggio.

## Vita privata
Ha sposato Recep Tayyip Erdoğan il 4 febbraio 1978.
Hanno due figli e due figlie:
- Ahmet Burak Erdoğan (n. 1979). Imprenditore.
- Necmettin Bilal Erdoğan (n. 1981). Imprenditore e politico.
- Esra Erdoğan (n. 1983). Sociologa.
- Sümeyye Erdoğan (n. 1985). Imprenditrice e attivista sociale.

## Onorificenze
Il 7 dicembre 2010 Emine Erdoğan ha ricevuto dal primo ministro pakistano Syed Yousaf Raza Gilani il riconoscimento Nishan-e-Pakistan per i suoi sforzi personali nel portare aiuto alle popolazioni colpite dall'inondazione.
Il 16 febbraio 2011, Emine Erdoğan ha ricevuto il "Prix de la Fondation" dal Crans Montana Forum, un'associazione svizzera, durante una cerimonia a Bruxelles.

## La polemica Hermès
Nel giugno 2020, Emine Erdoğan è rimasta coinvolta in una polemica dopo che un tribunale turco ordinò di bloccare una serie di articoli sul web che la mostravano indossare una borsa di Hermès dal valore di 50.000 dollari per la quale era stata criticata dal giornalista Ender İmrek, anche lui chiamato a risponderne in tribunale.